# Сауле (богиня)
Са́уле (лит. Saulė, латыш. Saule, прусск. Saule) — богиня солнца в балтийской мифологии. Существительное Сауле на литовском и латышском языках также означает солнце, и происходит от прото-балтийского *Sauliā.
Считается сходной с женской ипостасью ведийского бога Сурьи.

## Представление
Сауле имеет одновременно образ матери и молодой девушки.
Сауле является одним из самых мощных божеств, богиня жизни и плодородия, тепла и здоровья, она посылает плодородие пашням, помогает страждущим, карает грешников. Она покровительница несчастных, особенно сирот. Литовские и латышские слова, означающие «мир» (лит. pasaulis и латыш. pasaule) переводятся как «[место] под солнцем».
Как и у Диевса, у неё тоже есть поместье на Небесной горе. Иногда Диевс и Сауле вступают в борьбу между собой, и поединок продолжается три дня.
Главный праздник в её честь отмечается в день летнего солнцестояния, лиго.
Согласно литовскому фольклору, Сауле ежеутренне поднимается над огромной серебряной горой. Она едет в колеснице, которая запряжена никогда не устающими и не отдыхающими огненными конями. Вечером Сауле купает коней в море и спускается в яблоневый сад, чтобы утром снова подняться на небе. Существуют также упоминания о том, что Сауле плавает по морю в серебряной лодке.
Сауле упоминается в одном из самых ранних письменных источников по литовской мифологии, хронике Иоанна Малала (1261).

## Семья
Солнце (Сауле) и Месяц (лит. Mėnuo, латыш. Mēness) были мужем и женой. Месяц влюбился в утреннюю звезду Аушрине. За его измену бог грома Перкунас наказал Месяц. Есть разные версии наказания. Одна из версий гласит, что Месяц был разрезан на две части, но не научился на своих ошибках и, таким образом, наказание повторяется каждый месяц. Другая версия утверждает, что Месяц и Солнце развелись, но оба хотели видеть их дочь Жемину (Земля). Вот почему Солнце светит в течение дня, в то время как Луна посещает ночью. Третья версия утверждает, что лицо Месяц было обезображено либо верховным богом Диевасом или Сауле.
В других мифах Аустра изображается в виде дочери и слуги Сауле. Аустра зажигает огонь для Сауле и готовит его к пути по небу на следующий день. Вакариня (вечерняя звезда) делает кровать для Сауле в вечернее время. В литовской мифологии Сауле была матерью других планет: Индрая (Юпитер), Селия (Сатурн), Жиездре (Марс), Вайвора (Меркурий).